# 向日市立第5向陽小学校
向日市立第5向陽小学校（むこうしりつ だいごこうようしょうがっこう）は、京都府向日市上植野町にある公立小学校。1975年に向日市立向陽小学校と向日市立第3向陽小学校から校区を分離して開校した。

## 沿革
- 1975年4月 - 開校[1]
- 1975年6月 - プール竣工
- 1980年3月 - 校舎を増築
- 1981年3月 - 校舎を増築
- 1982年4月 - 向陽小学校との校区の境界を変更

## 学校の周辺
- 京都府立向陽高等学校

## 卒業後の主な進路
- 向日市立勝山中学校

## アクセス
- 阪急京都本線 西向日駅下車
- 東海道本線JR京都線 向日町駅下車

## 通学区域が隣接している学校
- 向日市立向陽小学校
- 向日市立第3向陽小学校
- 京都市立大藪小学校
- 京都市立久我の杜小学校
- 京都市立羽束師小学校
- 長岡京市立長岡第九小学校
- 長岡京市立神足小学校
- 長岡京市立長岡第七小学校